# ファガロア (サモア)
ファガロア (Fagaloa) は、サモアのサバイイ島にある村。島の南岸に位置し、パラウリ行政区に属する。選挙区はパラウリ西に含まれる。